# ベンガル (ネコ)
ベンガル（英語: Bengal cat）は、ネコの品種のひとつである。野生のベンガルヤマネコ（アジアンレパード）と短毛種のイエネコを交配して作られた。原産国はアメリカ合衆国。

## 特徴
短毛種。頭は比較的小さく、丸みのあるくさび型をしている。鼻は幅広。目は少しつり目気味で、丸い形をしている。耳は付け根部分が幅広で、先端は丸みを帯びている。脚の長さは普通で、力強く筋肉質。尾は細長い。被毛は密集していて、柔らかめである。全体的に細長い体型をしている。よく鳴く猫である。

## 歴史
1963年にアメリカで交配が始められ、10年以上の中断を経て再開され、シャムなどの短毛種とのブリーディングが繰り返され、現在の姿が作出された。
1991年にTICAに公認されたが、野生種とイエネコの交配を認めていない機関もある。またTICAにおいても、遡って3世代前までにベンガルヤマネコがいる場合は、キャットショーへの出展を禁止している。

## カラーとパターン

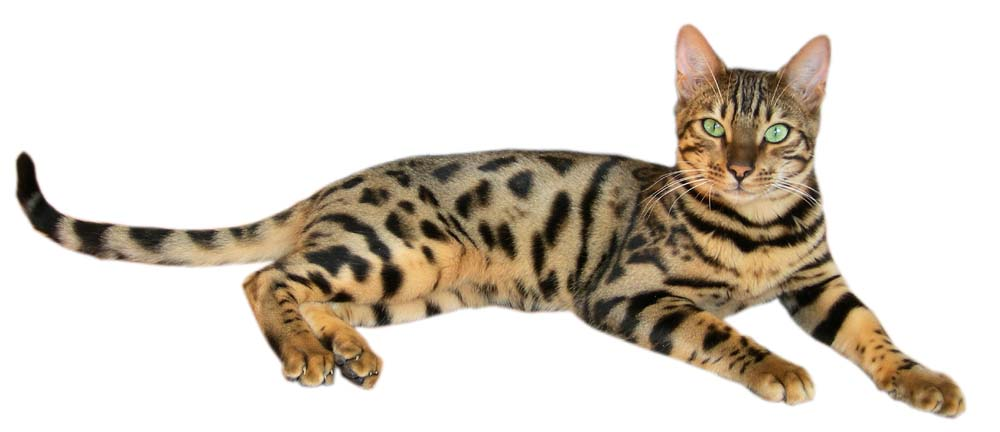
ブラウンスポッテッドタビーの個体

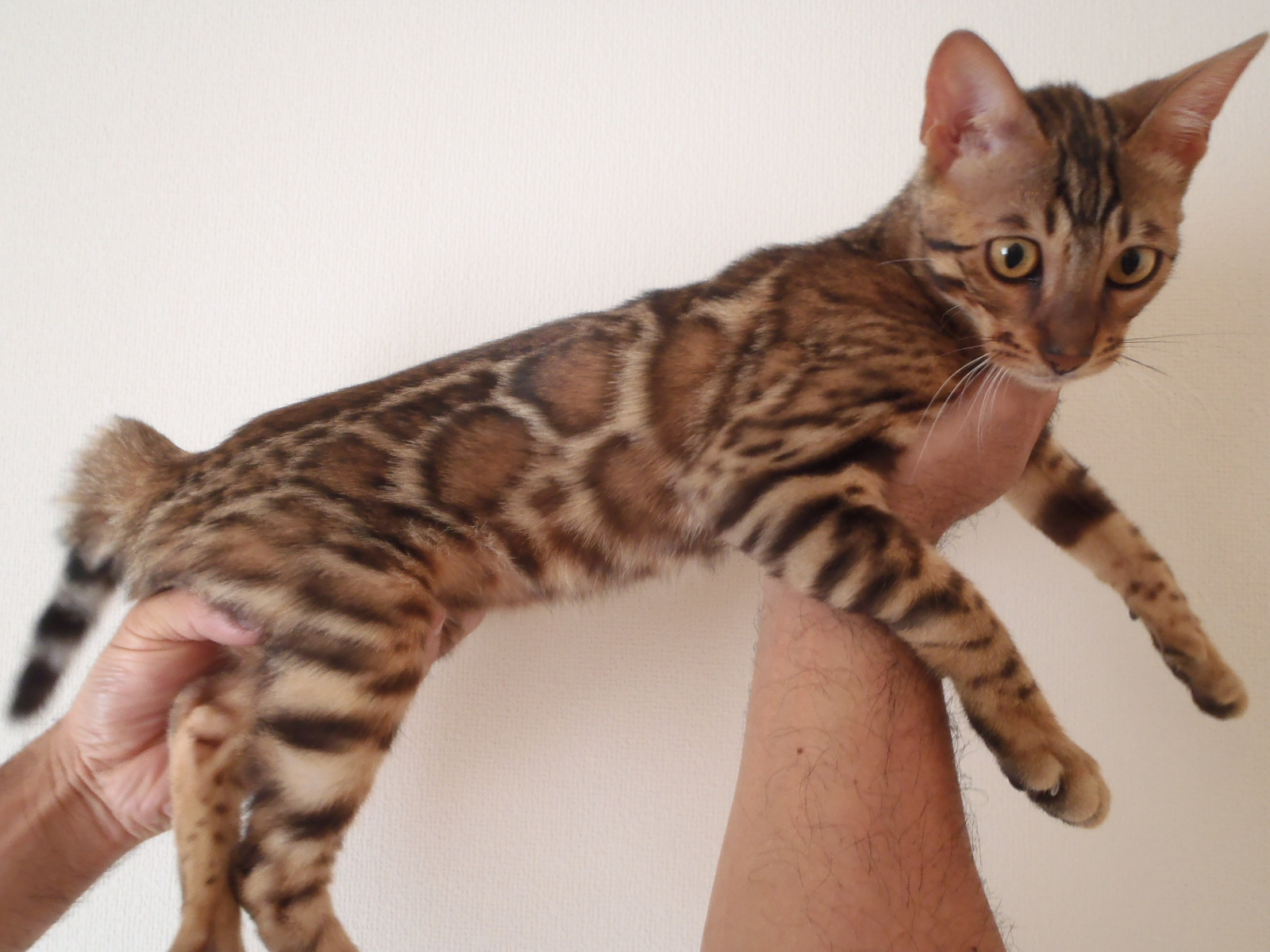
6か月齢

毛色は大きく分けて、ブラウン、スノー、シルバー（&スモーク）の3種類があり、模様はスポッテッド（豹柄のブチ）とマーブル（クラシック・タビーに似た渦巻状の縞模様）の2種類がある。
スポッテッドはヒョウやジャガーのように濃淡のある斑点（ロゼット）がよく、マーブルの場合はクラシック・タビーではよいとされる楕円形の縞（ブルズ・アイ）は欠点となる。
ブラウン・タビー
最も一般的な毛色で、フォーン（小麦色）から濃いオレンジブラウンまで幅広い。濃淡の幅が広いものはトリカラーと呼ばれることがある。目の色はブルーとオッド・アイ以外のほとんどのカラーが認められているが、海外のブリーダーには、より野生ネコに似た金色の目が好まれている。
スノー・タビー
象牙色にこげ茶色（シール・ブラウン）の模様があり、ユキヒョウに似ているため「スノー・ベンガル」の名がついた。シール・セピア、シール・ミンク、シール・リンクスポイントの三種類があり、シール・ミンクとシール・リンクスポイントに限りブルー系の目の色が認められている。
シルバー&スモーク・タビー
近年公認された新しい毛色で、品種改良に用いられたアメリカン･ショートヘアのシルバー・タビー遺伝子に由来する。黄色味の無いクリアーな銀灰色に黒い模様があり、シール・シルバー･リンクスポイント等スノーとの組み合わせも認められる。シルバー・スノー・ベンガルは、通常のスノー・ベンガルよりも白っぽく淡い地色をしている。スモーク・タビーはエジプシャン・マウのスモークに似て、シルバー・タビーに薄墨を重ね塗ったような毛色をしている。公認される以前から、スモーク・ブラックの子猫は時々生まれていたが、ブラウン、スノー以外の毛色は欠点とされていた。
他にもブルー・タビー、ロングヘアなどが稀に生まれるが、品種のスタンダードから外れるため、繁殖やキャットショーからは除外される。また、メラニスティック（ブラック・ベンガル）と呼ばれる個体は、外見は普通の黒猫のようだが、光に当てるとクロヒョウのように斑点が浮き上がって見えるといわれている。だが数が少ないため詳しいことはわかっていない。
ロングヘア・ベンガルは個別の品種として確立しようという活動が始まっている。

## 性格
野生種の血が濃いこともあり、好奇心旺盛で、運動能力も高く、よく遊ぶ。先祖であるベンガルヤマネコと同じく、水を嫌がらない個体が多いとされる。ワイルドな見た目の一方、穏やかで愛情深い性格で、人間にもよく甘える。

## 飼育
運動量が多いため、猫が十分に運動できる環境で飼うのが望ましいとされる。毛の手入れは、ほとんど必要ないとされるが、スキンシップを図るという意味では、手ぐし程度の手入れはした方がよい。

## ギャラリー

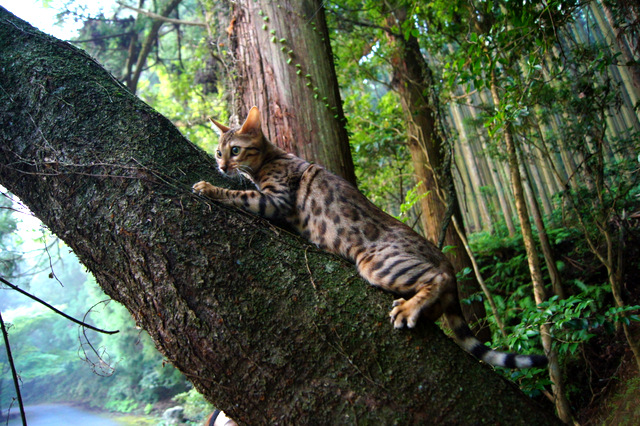
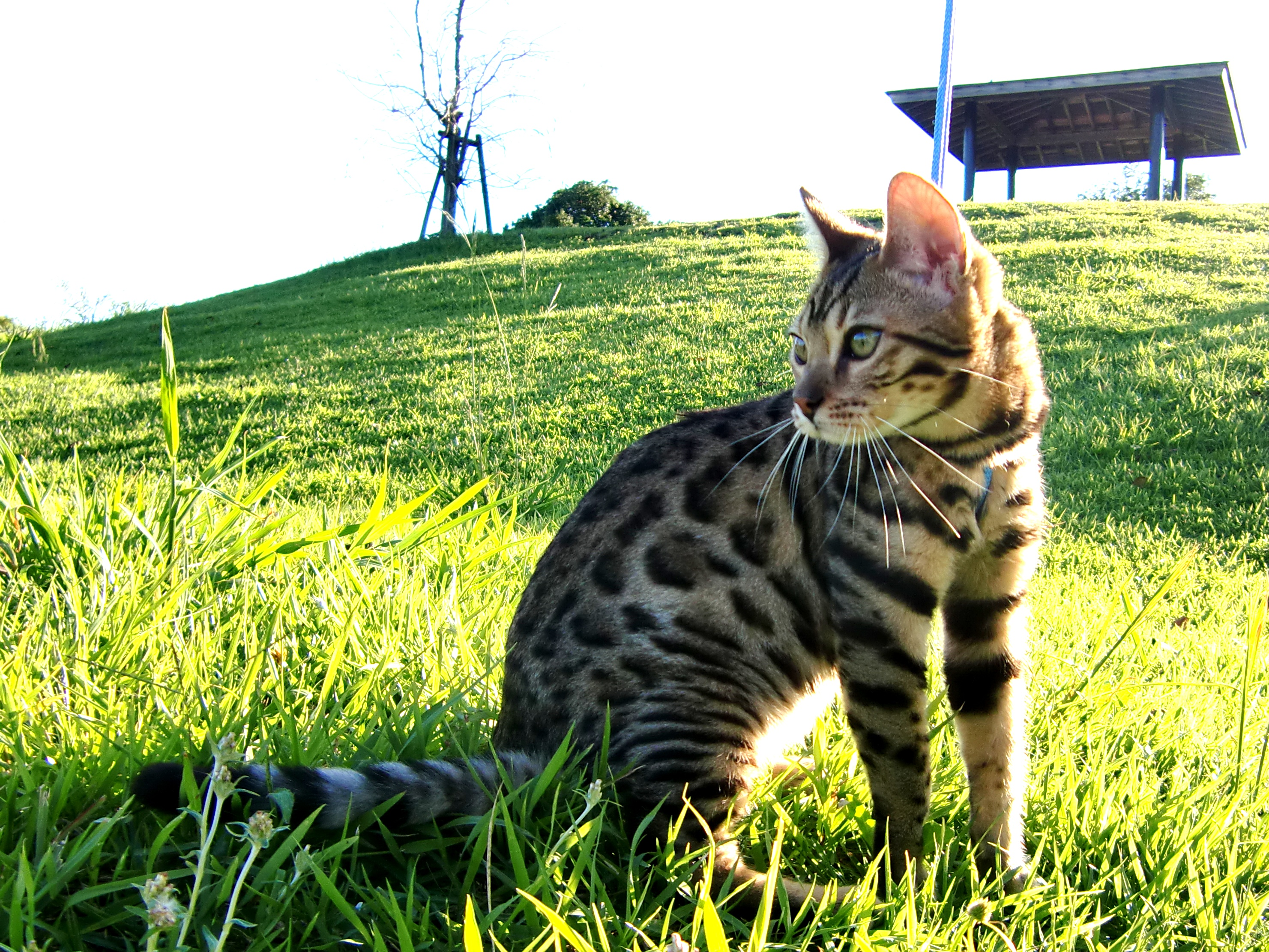
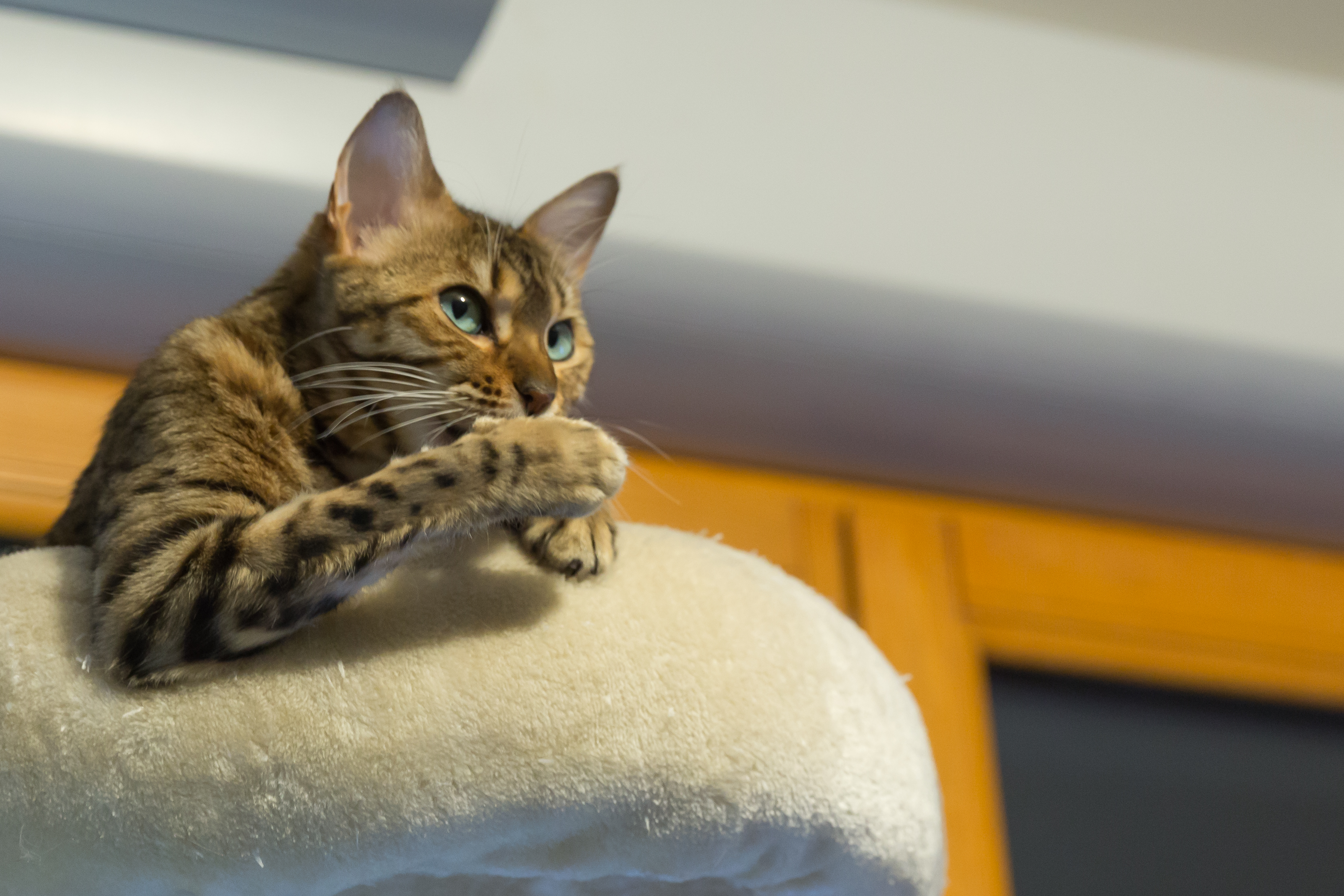
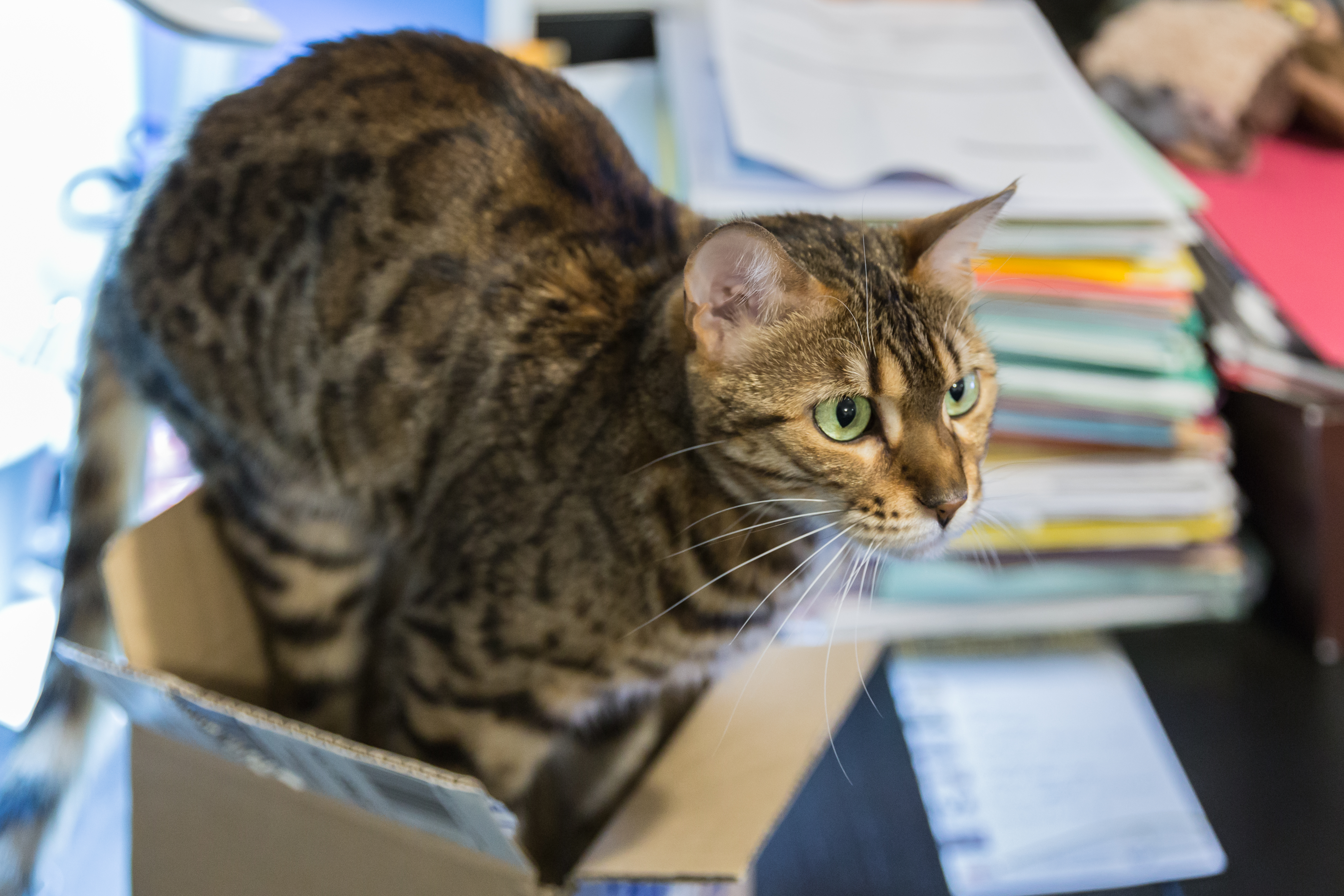
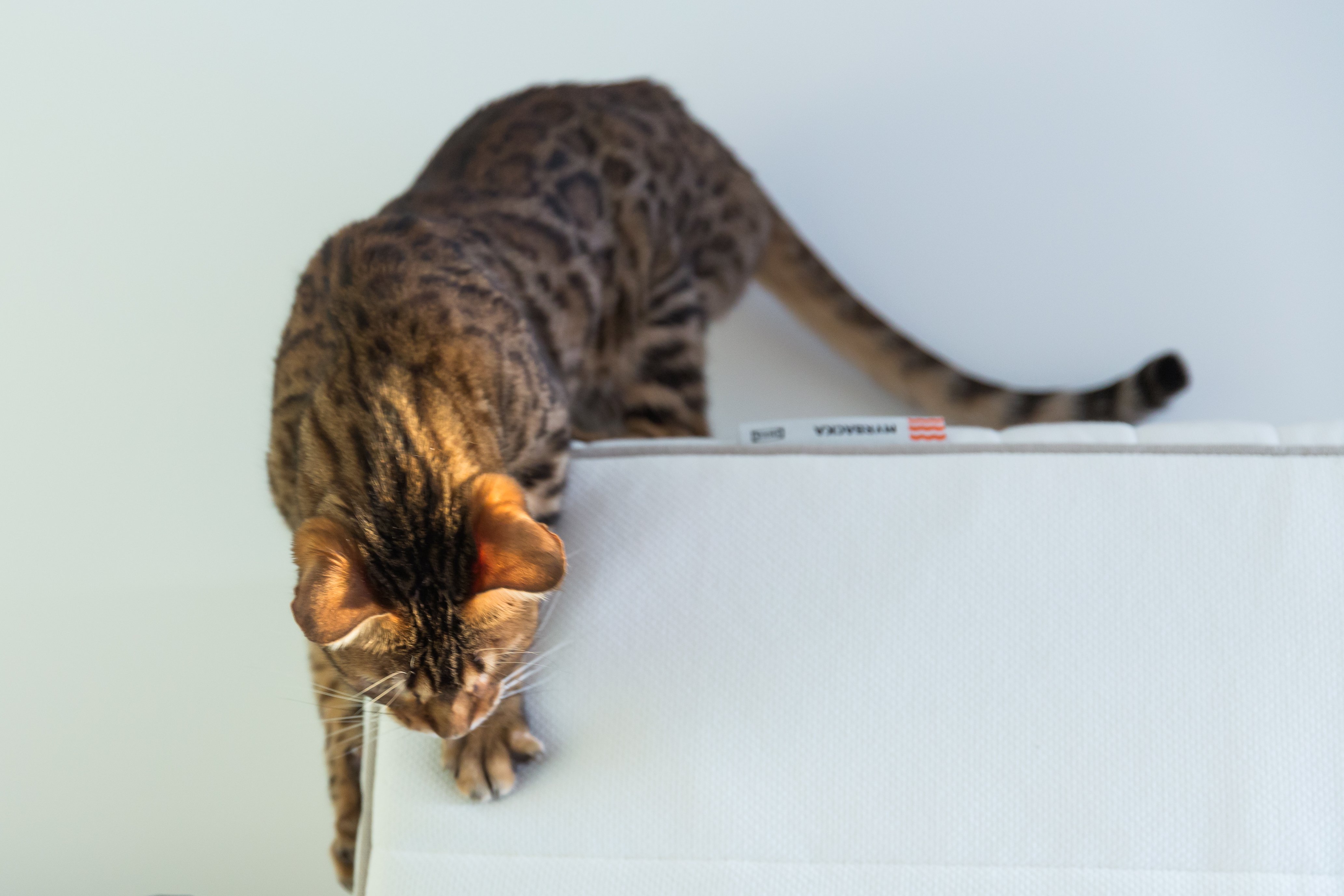
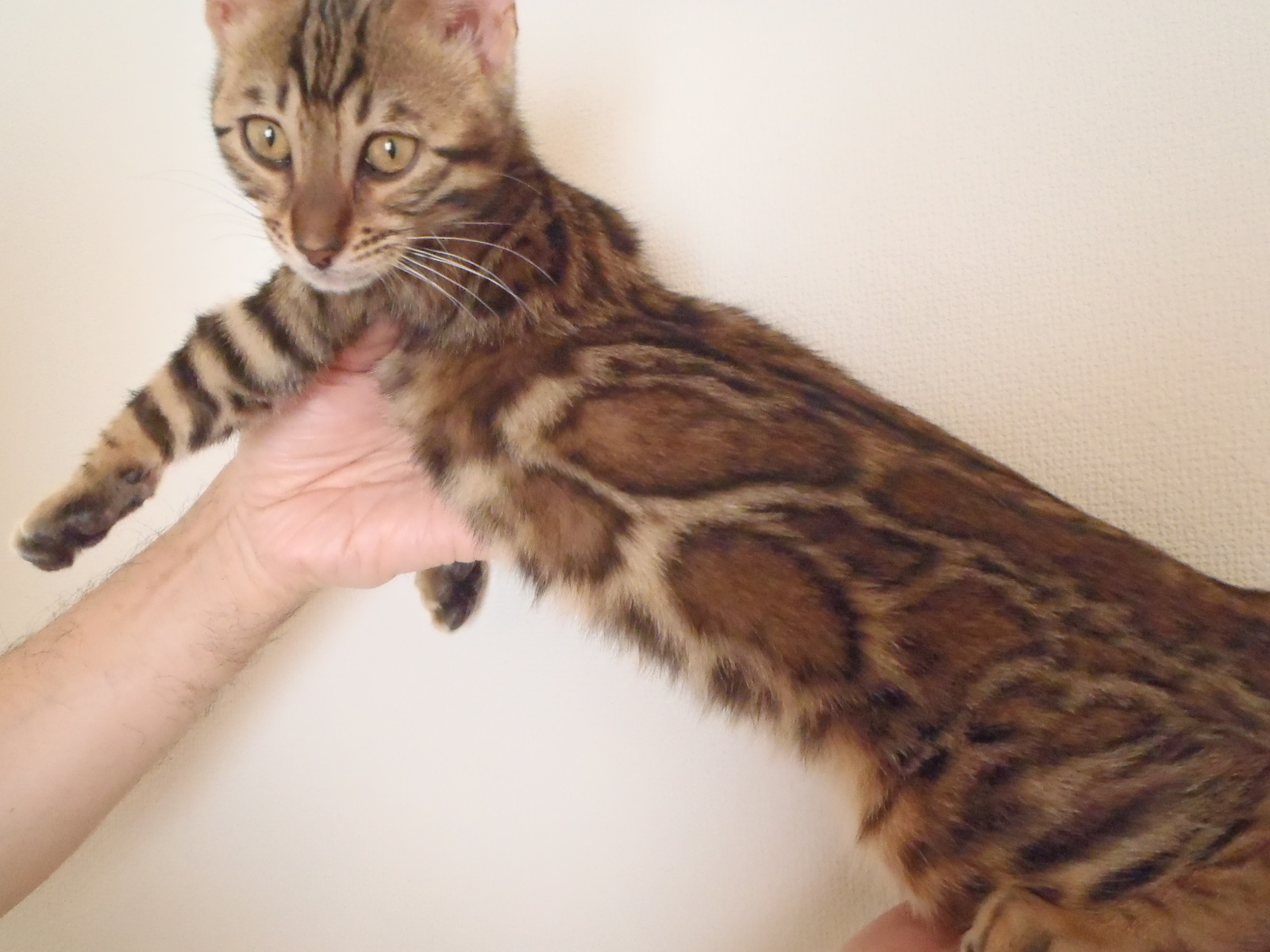
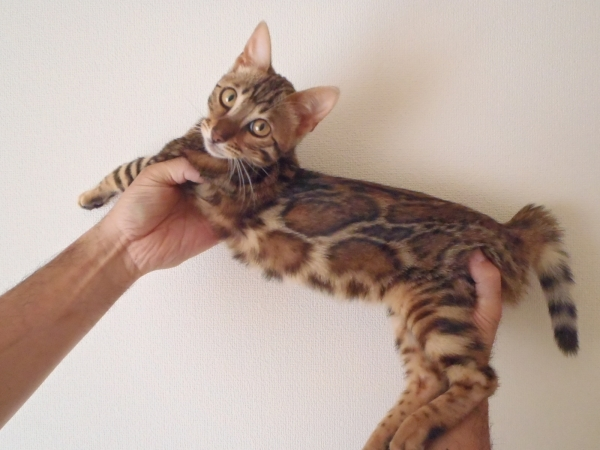